# Fleury (Somme)
 Fleury  es una comuna y población de Francia, en la región de Picardía, departamento de Somme, en el distrito de Amiens y cantón de Conty.
Su población en el censo de 1999 era de 200 habitantes.
Está integrada en la Communauté de communes du canton de Conty.

## Demografía
| 114 | 145 | 163 | 223 | 193 | 200 |
| Para los censos de 1962 a 1999 la población legal corresponde a la población sin duplicidades (Fuente: INSEE [Consultar]) |     |     |     |     |     |

- Datos: Q145737
- Multimedia: Fleury (Somme) / Q145737

1. ↑  Worldpostalcodes.org, código postal n.º 80160.
2. ↑  INSEE, Datos de población para el año 2012 de Fleury (en francés).